# Król Priam
Król Priam (King Priam) – opera Michaela Tippetta do libretta kompozytora. Premiera miała miejsce 29 maja 1962 w Coventry. Libretto opiera się na Iliadzie, z wyjątkiem fragmentów mówiących o dzieciństwie Parysa, które bazują na Fabulae Hygina. Opera skomponowana została na festiwal uświetniający odbudowę Katedrę w Coventry, podobnie jak wykonane po raz pierwszy dzień później War Requiem Benjamina Brittena.